# جورج ك. ماكسويل
جورج ك. ماكسويل (بالإنجليزية: George C. Maxwell)‏ هو محامي وسياسي أمريكي، ولد في 31 مايو 1771 في الولايات المتحدة، وتوفي في 16 مارس 1816 في نفس البلد. انتخب عضو مجلس النواب الأمريكي.